# Una (Gujarat)
Una è una suddivisione dell'India, classificata come municipality, di 51.260 abitanti, situata nel distretto di Junagadh, nello stato federato del Gujarat. In base al numero di abitanti la città rientra nella classe II (da 50.000 a 99.999 persone).

## Geografia fisica
La città è situata a 20° 49' 0 N e 71° 1' 60 E e ha un'altitudine di 13 m s.l.m..

## Società

### Evoluzione demografica
Al censimento del 2001 la popolazione di Una assommava a 51.260 persone, delle quali 26.365 maschi e 24.895 femmine. I bambini di età inferiore o uguale ai sei anni assommavano a 7.226, dei quali 3.797 maschi e 3.429 femmine. Infine, coloro che erano in grado di saper almeno leggere e scrivere erano 34.254, dei quali 19.589 maschi e 14.665 femmine.